# Hemeroplanes diffusa
Hemeroplanes diffusa Rothschild & Jordan, 1903 è un lepidottero appartenente alla famiglia Sphingidae, diffuso in America Meridionale.

## Descrizione

### Adulto
La colorazione di fondo della pagina superiore delle ali, sia anteriori sia posteriori, varia dal rosso-brunastro al grigio scuro, con iridescenze tra il bluastro ed il violetto nelle aree basale e postmediale dell'ala anteriore, e nelle aree basale e terminale di quella posteriore; tale ombreggiatura è peculiare della specie, non essendo riscontrabile nelle altre Hemeroplanes.

Nell'ala anteriore è ben visibile la macchia bianco-argentata a forma di "L", lunga 3 mm e non biforcata, in quanto il ramo posteriore è vestigiale; essa è posta in corrispondenza della parte anteriore della cellula discale. Si nota inoltre una fascia scura diagonale che corre dall'apice fino al terzo prossimale del margine posteriore. Il termen è dentellato, più chiaro nella metà anteriore. La pagina inferiore è quasi completamente campita di un color nocciola pallido, che si stempera nel rosso a livello postmarginale.

La pagina superiore dell'ala posteriore, più arrotondata, è biancastra basalmente, marrone molto scuro nella fascia submarginale e postdiscoidale, mentre tende al bluastro lungo il termen, che è pure dentellato e con angolo anale ben definito. Ventralmente assume colorazioni affini all'ala anteriore.

Il capo è provvisto di cresta mediana ed occhi sviluppati e seminascosti.

Le antenne sono lunghe, sottili, non clavate e leggermente uncinate alle estremità, con una lunghezza pari a circa la metà della costa.

Il torace è marrone, più scuro sui fianchi, ma più pallido ventralmente.

L'addome è brunastro, ma i segmenti mostrano dorsalmente anelli gialli, che però non arrivano fino alla superficie ventrale, tanto che quest'ultima risulta omogeneamente marroncina.

Nel genitale maschile, l'arpa si mostra ricurva all'apice, con entrambi i lobi ottusi, il superiore dei quali è più sviluppato.

L'apertura alare è di circa 92 mm nei maschi e circa 95 mm nelle femmine.

### Larva
Il bruco è verdastro, con il capo piccolo e schiacciato, ed i segmenti toracici allargati; l'addome appare invece più stretto e dorsalmente piatto; non è presente il cornetto caudale sull'ottavo urotergite. La forma della larva, unitamente alla colorazione aposematica, ricorda molto quella di alcuni ofidi viperidi appartenenti al genere Bothrops Wagler, 1824, presenti su areali sovrapponibili con quello di questo taxon; infatti se il bruco viene disturbato, incassa il capo nei primi segmenti toracici, che si rigonfiano, e si solleva sulle ultime pseudozampe, così da sembrare una vipera in procinto di attaccare; in tal modo riesce spesso ad allontanare l'eventuale aggressore.

### Pupa
Le crisalidi appaiono nerastre, lucide e con un cremaster poco sviluppato; si rinvengono entro bozzoli sericei posti negli strati superficiali della lettiera del sottobosco. La fase pupale dura circa tre settimane.

## Distribuzione e habitat

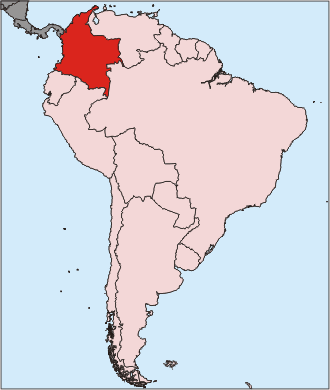
Localizzazione geografica della Colombia, in cui si trova il Rio Dagua, locus typicus della specie

L'areale di questa specie è esclusivamente neotropicale, comprendendo la Colombia (locus typicus: Rio Dagua), l'Ecuador, il Perù e la Bolivia.
L'habitat è rappresentato da foreste tropicali e sub-tropicali, dal livello del mare fino a modeste altitudini.

## Biologia
Questo lepidottero mostra abitudini principalmente notturne. Durante l'accoppiamento, le femmine richiamano i maschi grazie ad un feromone rilasciato da una ghiandola, posta all'estremità addominale.

### Periodo di volo
La specie è bivoltina, con una generazione tra gennaio e febbraio, ed un'altra tra giugno e luglio.

### Alimentazione
I bruchi si accrescono sulle foglie di membri delle Apocynaceae Juss., tra cui Zschokkea aculeata Ducke.

## Tassonomia

### Sottospecie
Non sono state descritte sottospecie.

### Sinonimi
È stato riportato un solo sinonimo:
- Leucorhampha diffusa Rothschild & Jordan, 1903 - Novit. zool. 9 (suppl.): 381 - locus typicus: Colombia, Rio Dagua (sinonimo omotipico, basionimo)[1]